# Go-Fukakusa Tennō
Go-Fukakusa Tennō (後深草天皇?) (28 de junio de 1243-17 de agosto de 1304) fue el 89.º emperador de Japón, según el orden tradicional de sucesión. Reinó entre 1246 y 1260. Antes de ser ascendido al Trono de Crisantemo, su nombre personal (imina) era Príncipe Imperial Hisahito (久仁親王 Hisahito-shinnō?)

## Genealogía
Fue el segundo hijo de Go-Saga Tennō.
- Emperatriz: Saionji (Fujiwara) ?? (西園寺（藤原）公子) (hija de la hermana menor de su madre e hijo adoptado/sobrino del Emperador Go-Saga)

- Segunda hija: Princesa Imperial ?? (貴子内親王)
- Cuarta hija: Princesa Imperial ?? (久子内親王)

- Dama de Honor: hija de Miki (Fujiwara) ?? (三木（藤原）茂通)

- Octavo hijo: Príncipe Miki (Fujiwara) ?? (三木（藤原）茂通) (Monje budista)
- Sexta hija: Princesa Imperial ?? (永子内親王)

- Consorte: Tōin (Fujiwara) ?? (洞院（藤原）愔子)

- Segundo hijo: Príncipe Imperial Hirohito (熈仁親王, futuro Emperador Fushimi)
- Tercer hijo: Príncipe Imperial y Monje ?? (性仁法親王) (Monje budista)

- Consorte: Sanjō (Fujiwara) Fusako (三条（藤原）房子)

- Quinto hijo: Príncipe Imperial y Monje Gyōkaku (行覚法親王) (Monje budista)
- Séptimo hijo: Príncipe Imperial Hisaaki (久明親王) (octavo shōgun Kamakura)
- Noveno hijo: Príncipe Imperial y Monje ?? (増覚法親王) (Monje budista)

- Consorte: Saionji (Fujiwara) ?? (西園寺（藤原）相子)

## Biografía
En 1247 abdicó su padre, Go-Saga Tennō y el Príncipe Imperial Hisahito asumió el trono, a los dos años de edad, con el nombre de Emperador Go-Fukakusa. Su padre actuaría como Emperador Enclaustrado.
Sin embargo, en 1260, tras presiones de su padre, abdica a la edad de quince años a favor de su hermano menor, quien se convertiría en el Kameyama Tennō.
Tras la ascensión de Go-Uda Tennō en 1274, Saionji Sanekane negoció con el shogunato y se nombra a un hijo del Emperador Go-Fukakusa como Príncipe de la Corona. En 1287, el Príncipe Imperial Hirohito asumiría el trono con el nombre de Fushimi Tennō, y el Emperador Go-Fukakusa actuaría como Emperador Enclaustrado.
No obstante, en 1290 se retira de la posición de Emperador Enclaustrado y se convierte en monje budista. Su séptimo hijo, el Príncipe Imperial Hisaaki se convertiría en el octavo shōgun Kamakura, reforzando el poder de la rama familiar que fundó el Emperador Go-Fukakusa, el Jimyōin-tō.
En 1304 fallece a la edad de 61 años.

## Kugyō
- Sesshō:
- Daijō Daijin
- Sadaijin:
- Udaijin:
- Nadaijin:
- Dainagon:

## Eras
- Kangen (1243-1247)
- Hōji (1247-1249)
- Kenchō (1249-1256)
- Kōgen (1256-1257)
- Shōka (1257-1259)
- Shōgen (1259-1260)